# Tirannió d'Amisos
Tirannió d'Amisos, en llatí Tyrannion, en grec antic Τυραννίων, fou un gramàtic grec nadiu d'Amisos a la regió del Pont i fill d'Epicràtides. Algunes fonts el fan fill de Corimbe. Fou deixeble d'Hestieu del Pont o d'Amisos i el seu nom original era Teofrast però el seu mestre li va dir Tirannió perquè era dominant sobre els altres deixebles. Més tard va estudiar amb Dionís Trax a  Rodes.
El 72 aC fou fet presoner per Luci Licini Lucul·le i portat a Roma. Murena el va demanar i li fou entregat i llavors el va alliberar (li va donar la manumissió cosa que implicava que havia estat esclau, quan no era així), segons Plutarc.
Es va dedicar a l'ensenyament i va arranjar la biblioteca d'Apel·lícon de Teos que Luci Corneli Sul·la havia portat a Roma. Ciceró també el va utilitzar per una feina similar i en parla amb elogi; després li va confiar la instrucció del seu nebot Quint. Estrabó diu que ell mateix va rebre ensenyança de Tirannió.
Va amassar una gran fortuna i una biblioteca de 30.000 llibres, segons el Suides. Ciceró diu que va escriure una petita obra, però no se'n sap el títol ni la natura. Va morir a avançada edat de paràlisi cerebral.